# Messerschmitt Bf 162
El Messerschmitt Bf 162 Jaguar (Bf por Bayerische Flugzeugwerke, la fábrica bávara donde se construían) fue un bombardero ligero diseñado en Alemania antes de la Segunda Guerra Mundial y que sólo llegó a producirse como prototipo. 

## Desarrollo
El diseño del Bf 162 respondió a una especificación de 1935 emitida por el Reichsluftfahrtministerium (Ministerio del Aire del Tercer Reich – RLM) por un schnellbomber (bombardero rápido) de uso táctico. De apariencia y configuración general similar al Bf 110, era de hecho un nuevo avión con pocos elementos en común. El primero en volar, en la primavera 1937, fue el Bf 162 V1(D-AIXA) seguido por otros dos prototipos construidos para volar en vuelos de prueba contra sus competidores, el Junkers Ju 88 y el Henschel Hs 127. 
Finalmente el Ju 88 fue elegido para la producción en serie, por lo que el desarrollo del Bf 162 fue suspendido; los tres prototipos fueron utilizados para investigación y desarrollo. 
Como táctica de desinformación, numerosas fotos del Bf 162 circularon en la prensa alemana bajo la denominación de "Messerschmitt Jaguar", un nombre nunca usado fuera de ese contexto. El número de este avión (162) fue reutilizado más adelante para denominar al caza a reacción Heinkel He 162.
El Bf 162 fue el último avión de Messerschmitt oficialmente designado con el viejo prefijo de la firma "Bf" (por Bayerische Flugzeugwerke - "Fábrica de Aviones de Baviera"). Todos los aviones que le siguieron utilizaron el prefijo "Me", por Willy Messerschmitt, que adquirió la firma Bayerische Flugzeugwerke en julio de 1938.

## Especificaciones

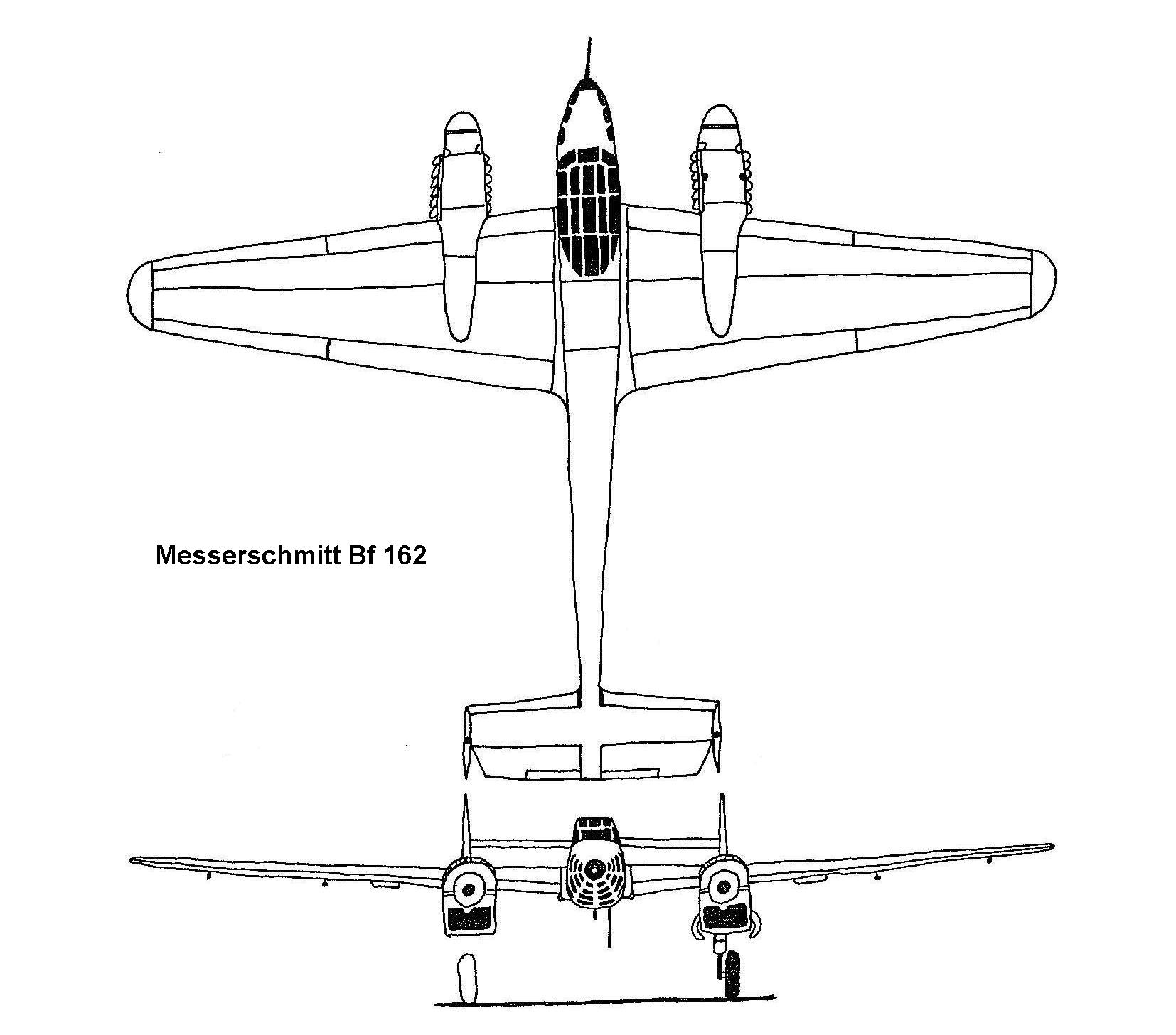
Messerschmitt Bf 162

### Características generales
- Tripulación: 3 (piloto, artillero de cola, y tripulante de bombardeo/navegador
- Longitud: 12,75 m
- Envergadura: 17,16 m
- Altura: 3,58 m
- Peso vacío: 4.400 kg
- Peso cargado: 5.800 kg
- Planta motriz: 2× Motor V12 invertido refrigerado por líquido Daimler-Benz DB 600-A.
  - Potencia: 735 kW 986 cv cada uno.

### Rendimiento
- Velocidad máxima operativa (Vno): 480 km/h
- Alcance: 780 km

### Armamento
- Bombas: 10× bombas de 50 kg

### Desarrollos relacionados
- Messerschmitt Bf 110
- Messerschmitt Bf 161

### Secuencias de designación
- Sistema de designación aeronaves del RLM: ← Ju 160 · Bf 161 · He 162 · Bf 162 · Bf 163 · Me 163 · Me 164 →

### Listas relacionadas
- Anexo:Aeronaves militares de Alemania en la Segunda Guerra Mundial